# П'єр Пюві де Шаванн
П'єр Сесіль Пюві де Шаванн (фр. Pierre Cecile Puvis de Chavannes) — французький художник, представник символізму.

## Біографія
Пюві де Шаванн народився у Ліоні в сім'ї гірського інженера, що був вихідцем із старовинного бургундського роду. Батько хотів, щоб П'єр продовжив його справу, однак останній за станом здоров'я не зміг вступити до Політехнічної школи в Парижі. Освіту Пюві де Шаванн здобув спочатку в Ліонському коледжі, а пізніше в Ліцеї Генріха IV в Парижі.
Захоплення живописом у молодого хлопця почалося у же після завершення навчання. Пюві де Шаванн мав твердий намір піти слідами батька, проте серйозне захворювання змусило його припинити навчання та забути про кар'єру інженера. В 1844 році П'єр був змушений переїхати до Італії, щоб продовжити лікування. Саме в цій подорожі Пюві де Шаванн вирішив, що хоче стати художником, і після повернення до Парижу в 1846 році з головою поринув у нове ремесло.
Азам написання полотен П'єр навчався самостійно в процесі створення перших картин, пізніше взяв декілька уроків у Арі Шеффера і Тома Кутюра. Крім цього, хлопцю пощастило навчатися протягом 2 тижнів у Ежена Делакруа. Однак Пюві де Шаванн був розчарований навчанням під наглядом наставників, тому, будучи матеріально забезпеченим, разом з друзями створює власну майстерню в Парижі.